# Kohrener Land

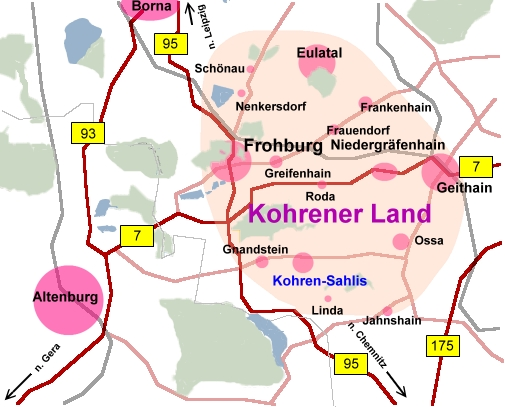
Karte des Kohrener Landes

Das Kohrener Land bezeichnet die Landschaft und touristische Region rund um Kohren-Sahlis im Süden des Landkreises Leipzig. Dazu zählt vor allem die Stadt Frohburg, aber auch Geithain. Natur und Handwerk sind die hauptsächlichen touristischen Anziehungspunkte. Vor allem das Töpferhandwerk, aber auch die Blaudruckerei sind traditionell verwurzelt.

## Geografie
Das Kohrener Land liegt im Süden der Leipziger Tieflandsbucht vor dem beginnenden sächsischen Hügelland. Die Orte der Region liegen im Grünen. In der Landschaft liegen ca. 600 ha Waldfläche. Größte Waldfläche ist der Streitwald zwischen Kohren-Sahlis und Frohburg. Bekannteste Fließgewässer in der Region sind neben der Wyhra die Bäche Katze, Ratte und Maus. Der Kohren-Sahliser Ortsteil Altmörbitz liegt an der Talsperre Schömbach, durch welche auch die Landesgrenze zu Thüringen verläuft.

## Tourismus
Eine wichtige Einnahmequelle ist der Tourismus. Dafür wurde der Fremdenverkehrsverband „Kohrener Land“ gegründet.

### Sehenswürdigkeiten und touristische Attraktionen

#### In der Stadt Frohburg, Ortsteil Kohren-Sahlis
- Burgruine
- Töpferbrunnen auf dem Markt (von Kurt Feuerriegel)
- Töpfermuseum
- Töpferhandwerk
- Sommerrodelbahn
- Burg Gnandstein
- Lindenvorwerk mit Lindigt-Mühle (Museum), „Irrgarten der Sinne“, Minigolf-Anlage
- Historisches Schausägewerk in Ossa
- Schwind-Pavillon in Rüdigsdorf (Kohren-Sahlis)
- Kirchen in Kohren-Sahlis, Rüdigsdorf, Gnandstein, Altmörbitz und Jahnshain

#### In der Stadt Frohburg, übrige Ortsteile
- Schloss Frohburg
- Töpfermädchen
- Eschefelder Teiche
- Kirchen in Frohburg, Schönau und Greifenhain
- Kentaurenbrunnen (1899)
- Postmeilensäule
- Gasthof Schützenhaus mit dem Feuerriegelzimmer (Kachelofen)
- Naturfreibad
- Bockwindmühle in Schönau
- Bauernrathaus aus dem Jahre 1712 in Prießnitz
- Rittergut und Schloss Prießnitz mit Heimatstuben, Ausstellung „Ländliches Brauchtum“, Schauwerkstätten von Schmied, Schuster und Zimmerer[1]
- Kirchen in Prießnitz, Elbisbach, Frankenhain und Tautenhain
- Herrenhaus in Hopfgarten

#### In der Stadt Geithain
- Kirche St. Nikolai
- Marienkirche in Wickershain
- unterirdische Gänge
- Stadtmauer und Stadttor
- Pulverturm
- Postmeilensäule
- Kriegerdenkmal
- Kirche in Rathendorf
- Schausägewerk in Ossa
- Dölitzschtal